# Palau de Pina Manique
El Palau Pina Manique és un palau sense acabar a Manique do Intendente, Azambuja. La construcció del palau es deu a l'intendent Pina Manique, però restà inacabat per problemes monetaris, i més tard a causa de la mort de Pina Manique.
A hores d'ara és una església que substitueix la capella. També és la Casa del Poble.
Es considera per la Direcció General del Patrimoni Cultural un immoble d'interés públic.